# Carlos Mijares Bracho
Carlos G. Mijares Bracho (* 26. April 1930 in Mexiko-Stadt; † 19. März 2015 ebenda) war ein mexikanischer Architekt und Gründer der „grupo Menhir“.

## Biografie
Mijares studierte Architektur an der Escuela Nacional de Arquitectura der Universidad Nacional Autónoma de México (UNAM) von 1948 bis 1952 und war ab 1954 an der Universidad Iberoamericana (UIA) Lehrstuhlinhaber für Architektur. Er gilt als Meister des handwerklichen Ziegelmauerwerks. Seine Bauten umfassen religiöse, industrielle und Wohnarchitektur. Der Einfluss des finnischen Architekten Alvar Aalto ist zum Teil unverkennbar. Später als Hochschullehrer an der nationalen Architekturschule der UNAM tätig, prägte er dort neben Jaime Ortiz Monasterio in vergleichbarer Weise die Architektur des 20. Jahrhunderts wesentlich mit.
Mijares ist Mitglied im Sistema Nacional de Creadores de Arte (SNCA).

## Bauwerke (Auswahl)
- „Mijares“-Haus, „Fernández“-Haus und „Díaz Barreiro“-Haus, Mexiko-Stadt
- Gebäude des Rechenzentrums der Staatsregierung, Morelia
- Verschiedene Industriebauten der „Fertilizantes del Bajío“, Salamanca
- Anlage der Vehículos Automotores Mexicanos, Toluca
- „Perpetuo Socorro“-Pfarrkirche, Ciudad Hidalgo
- „San José“-Kirche, Jungapeo
- „San José Obrero“-Kirche, La Coyota
- Christ Church, Distrito Federal
- Catedral de Sal, Zipaquirá, Kolumbien
- Espacio Lúdico, Bogotá, Kolumbien

## Auszeichnungen
- 2001: UNAM-Preis für Architektur und Gestaltung